# Oberreidenbach
Oberreidenbach település Németországban, Rajna-vidék-Pfalz tartományban. Lakosainak száma 596 fő (2023. december 31.).

## Népesség
A település népességének változása:
| Lakosok száma | 678  | 617  | 616  | 598  | 606  | 596  |
|               | 1975 | 2017 | 2019 | 2021 | 2022 | 2023 |